# Охотник за дезертирами
«Охотник за дезертирами» (кор. 디피; англ. D.P., акроним к Deserter Pursuit (рус. Погоня за дезертиром) — южнокорейский телесериал, на военную тематику производства Netflix. Режиссёр сериала — Хан Джунхи, по сценарию Хана и Ким Ботхона, основанный на вебтуне «День собак: Преследование дезертиров» авторства Ким Ботхона, распространяемый Lezhin Comics. Сериал был разделен на две части: первый сезон вышел 27 августа 2021 года, а второй — 28 июля 2023 года.

## Краткий обзор

### 1 сезон
Все действия происходят в 2014 году. Сериал рассказывает историю команды корейской военной полиции, занимающейся поисками дезертировавших солдат, за спинами которых целые трагедии.
Сериал подчёркивает недопустимое поведение военных, особенно в южнокорейском контексте. Показывает как широко распространена травля и дедовщина, с установкой на то, что «выживает сильнейший», в то время как «слабых» продолжали унижать их сослуживцы и старшие по рангу.
Рядовой Ан Джун Хо и капрал Хан Хоёль объединяются, чтобы найти дезертиров из-за чего отправляются в полные приключений путешествия по всей стране.

### 2 сезон
Второй сезон является прямым продолжением первого.
Сериал не отошёл от основной темы, однако в это сезоне подчёркивается недопустимое поведение военных с упором на старших офицеров. Поднимается тема коррупции и дискриминация ЛГБТК+, а также вопрос: «Несут ли военные, как организация, ответственность за солдат, которые ведут себя жестоко из-за жестокого отношения со стороны сослуживцев?».

## Актёрский состав
| Персонаж                         | Актёр        | Сезон        | Сезон        |
| Персонаж                         | Актёр        | 1            | 2            |
| Главная роль                     | Главная роль | Главная роль | Главная роль |
| -------------------------------- | ------------ | ------------ | ------------ |
| Рядовой Ан Джун Хо               | Чон Хэ Ин    | Постоянно    | Постоянно    |
| Капрал Хан Хоёль                 | Ку Гё Хван   | Постоянно    | Постоянно    |
| Сержант первого класса Пак Бомгу | Ким Сон Гюн  | Постоянно    | Постоянно    |
| Капитан Им Джисоп                | Сон Сокку    | Постоянно    | Постоянно    |
| О Мин У                          | Чон Сок Ён   | —            | Постоянно    |
| Лейтенант-подполковник Со Ын     | Ким Джи Хён  | —            | Постоянно    |
| Генерал Гу Чжа Ун                | Чжи Чжин Хи  | —            | Постоянно    |
| Второстепенная роль              |              |              |              |
| Капрал Пак Сон У                 | Ко Гёнпхё    | Гость        | Периодически |
| Шин Хе Ён                        | Ли Соль      | Гость        | Периодически |
| Чо Сук Бон                       | Чо Хён Чоль  | Периодически | —            |
| Хван Чжан Су                     | Син Сынхо    | Периодически | —            |
| Хо Ки Ён                         | Пак Сэ Чжун  | Периодически | —            |
| Шин У Сук                        | Пак Чон У    | Периодически | —            |
| Чхве Чжун Мок                    | Ким До Ён    | Периодически | —            |
| Чон Хён Мин                      | Ли Джун Ён   | Периодически | —            |
| Хо Чи До                         | Чхве Чжун Ён | Периодически | —            |
| Ким Ру Ри                        | Мун Сан Хун  | Периодически | Периодически |
| Чун Ён Дук                       | Хён Бон Щик  | Периодически | —            |
| Рю И Кан                         | Хон Гён      | Периодически | —            |
| Ким КЮ                           | Пэ Ю Рам     | Периодически | —            |
| Мать Чун Мока                    | О Мин Э      | Периодически | —            |
| Ли Чжэ Чан                       | Сон Док Хо   | Периодически | —            |
| Тэ Сон Гон                       | Хан У Ёль    | Периодически | —            |
| Ан Су Джин                       | Ли Ён        | Периодически | —            |
| Ли Хо Сан                        | Чу Джонхёк   | Периодически | —            |
| Шин А Хуэй                       | Чхве Хён Ук  | —            | Периодически |
| Пак Се Ун                        | Ю Су Бин     | —            | Периодически |
| Чан Сон Мин                      | Пэ На Ра     | —            | Периодически |
| Сержант На Чжун Сок              | Лим Сон Чжэ  | —            | Периодически |

## Эпизоды
| Сезон | Серии | Серии | Даты показа     | Даты показа     |
| ----- | ----- | ----- | --------------- | --------------- |
| 1     | 6     | 6     | 27 августа 2021 | 27 августа 2021 |
| 2     | 6     | 6     | 28 июля 2023    | 28 июля 2023    |

### Сезон 1 (2021)
| № общий | № в сезоне | Название                | Режиссёр    | Автор сценария            | Дата премьеры   |
| ------- | ---------- | ----------------------- | ----------- | ------------------------- | --------------- |
| 1       | 1          | «Мужчина с цветами»     | Хан Джун Хи | Ким Бо Тхон и Хан Джун Хи | август 27, 2021 |
| 2       | 2          | «Летаргия»              | Хан Джун Хи | Ким Бо Тхон и Хан Джун Хи | август 27, 2021 |
| 3       | 3          | «Женщина»               | Хан Джун Хи | Ким Бо Тхон и Хан Джун Хи | август 27, 2021 |
| 4       | 4          | «Парадокс Монти Холла»  | Хан Джун Хи | Ким Бо Тхон и Хан Джун Хи | август 27, 2021 |
| 5       | 5          | «Армейский пёс»         | Хан Джун Хи | Ким Бо Тхон и Хан Джун Хи | август 27, 2021 |
| 6       | 6          | «Сторонние наблюдатели» | Хан Джун Хи | Ким Бо Тхон и Хан Джун Хи | август 27, 2021 |

### Сезон 2 (2023)
| № общий | № в сезоне | Название             | Режиссёр    | Автор сценария            | Дата премьеры |
| ------- | ---------- | -------------------- | ----------- | ------------------------- | ------------- |
| 7       | 1          | «Дождь»              | Хан Джун Хи | Ким Бо Тхон & Хан Джун Хи | июль 28, 2023 |
| 8       | 2          | «Грязная игра»       | Хан Джун Хи | Ким Бо Тхон & Хан Джун Хи | июль 28, 2023 |
| 9       | 3          | «Занавес»            | Хан Джун Хи | Ким Бо Тхон & Хан Джун Хи | июль 28, 2023 |
| 10      | 4          | «Обугленные останки» | Хан Джун Хи | Ким Бо Тхон & Хан Джун Хи | июль 28, 2023 |
| 11      | 5          | «Ан Чжун Хо»         | Хан Джун Хи | Ким Бо Тхон & Хан Джун Хи | июль 28, 2023 |
| 12      | 6          | «День»               | Хан Джун Хи | Ким Бо Тхон & Хан Джун Хи | июль 28, 2023 |

## Восприятие

### Аудитория
После своего выхода сериал возглавил топ-10 рейтинга Netflix в Южной Корее.

### Отзывы критиков
Уильям Шварц из HanCinema похвалил актёрскую игру Чон Хэ Ина, отметив, что он «великолепен в этой задумчивой кинематографической роли, радикально отличающейся от тех романов, по которым он более известен». Он добавил, что «D.P. стоит посмотреть не только тем, кому интересно, на что на самом деле похожа обязательная военная служба в Южной Корее, но и любому человеку из любой страны, который серьёзно подумывает о том, чтобы вступить в армию».
Пирс Конран из South China Morning Post поставил сериалу оценку 4,5 из 5, отметив, что «D.P. попадает в цель благодаря истории, которая охватывает прошлое и настоящее, поскольку в ней признается, что вчерашние проблемы все ещё могут быть сегодняшними». Он также высоко оценил кинематографию, а также «электрическую химию» Чона и Ку.
Грег Уилер из журнала The Review Geek оценил сериал на 4,3/5 баллов, отметив, что «D.P. — потрясающая корейская драма, [в которой] решительно рассматривается травля, её влияние на психическое здоровье и более широкие социальные проблемы, связанные с обязательной военной службой в Корее», и похвалив сериал за «впечатляющий» кинематограф и то, как он «исследует очень чувствительную и распространенную тему в грубой, художественной и непоколебимой манере».
В неоднозначном обзоре Хидзир Джунаини из NME поставил сериалу оценку 3/5, отметив, что «Ким Бо Тхон и Хан Джун Хи заслуживают похвалы за то, что в этом сериале с состраданием и чувствительностью рассматриваются такие необычайно сложные и трагические темы», и похвалив «неизменно превосходную игру актёров и великолепную операторскую работу, захватывающий темп и бесстрашное стремление пролить свет на ужасающую культуру травли в армии», но критикуя «слабую характеристику трех основных версий», а также «нелепую эскалацию событий во время их кульминации, что внезапно превращает довольно приземленное шоу в мелодраматический боевик».

## Награды и номинации
| Награда                       | Год  | Категория                                     | Номинант               | Результат |
| ----------------------------- | ---- | --------------------------------------------- | ---------------------- | --------- |
| APAN Star Awards              | 2022 | Лучший режиссёр                               | Хан Джунхи             | Номинация |
| APAN Star Awards              | 2022 | Top Excellence Award — актёр в цифровой драме | Чон Хэ Ин              | Победа    |
| APAN Star Awards              | 2022 | Excellence Award — актёр в цифровой драме     | Ку Гёхван              | Номинация |
| Asian Academy Creative Awards | 2022 | Лучший актёр                                  | Чон Хэ Ин              | Победа    |
| Премия «Пэксан»               | 2022 | Лучшая драма                                  | Охотник за дезертирами | Победа    |
| Премия «Пэксан»               | 2022 | Лучший режиссёр — телевидение                 | Хан Джунхи             | Номинация |
| Премия «Пэксан»               | 2022 | Лучший актёр — телевидение                    | Чон Хэ Ин              | Номинация |
| Премия «Пэксан»               | 2022 | Лучшая мужская роль второго плана             | Чо Хёнчхоль            | Победа    |
| Премия «Пэксан»               | 2022 | Лучший новый актёр                            | Ку Гёхван              | Победа    |
| Премия «Пэксан»               | 2022 | Лучший новый актёр                            | Син Сынхо              | Номинация |
| Телепремия «Голубой дракон»   | 2022 | Лучшая драма                                  | Охотник за дезертирами | Победа    |
| Телепремия «Голубой дракон»   | 2022 | Лучший актёр                                  | Чон Хэ Ин              | Номинация |
| Телепремия «Голубой дракон»   | 2022 | Лучшая мужская роль второго плана             | Сон Сокку              | Номинация |
| Телепремия «Голубой дракон»   | 2022 | Лучший новый актёр                            | Ку Гёхван              | Победа    |
| Director’s Cut Awards         | 2022 | Лучший актёр (ТВ)                             | Чон Хэ Ин              | Номинация |
| Director’s Cut Awards         | 2022 | Лучший актёр (ТВ)                             | Ку Гёхван              | Победа    |
| Director’s Cut Awards         | 2022 | Лучший режиссёр (ТВ)                          | Хан Джунхи             | Номинация |
| Director’s Cut Awards         | 2022 | Лучший сценарий (ТВ)                          | Хан Джунхи Ким Ботхон  | Номинация |
| Director’s Cut Awards         | 2022 | Лучший новый актёр (ТВ)                       | Ку Гёхван              | Победа    |
| Director’s Cut Awards         | 2022 | Лучший новый актёр (ТВ)                       | Чо Хёнчхоль            | Номинация |
| Director’s Cut Awards         | 2022 | Лучшая новая актриса (ТВ)                     | Вон Джи Ан             | Номинация |
| Korea Drama Awards            | 2023 | Excellence Award — актёр                      | Чон Хэ Ин              | Победа    |